# Sean McColl

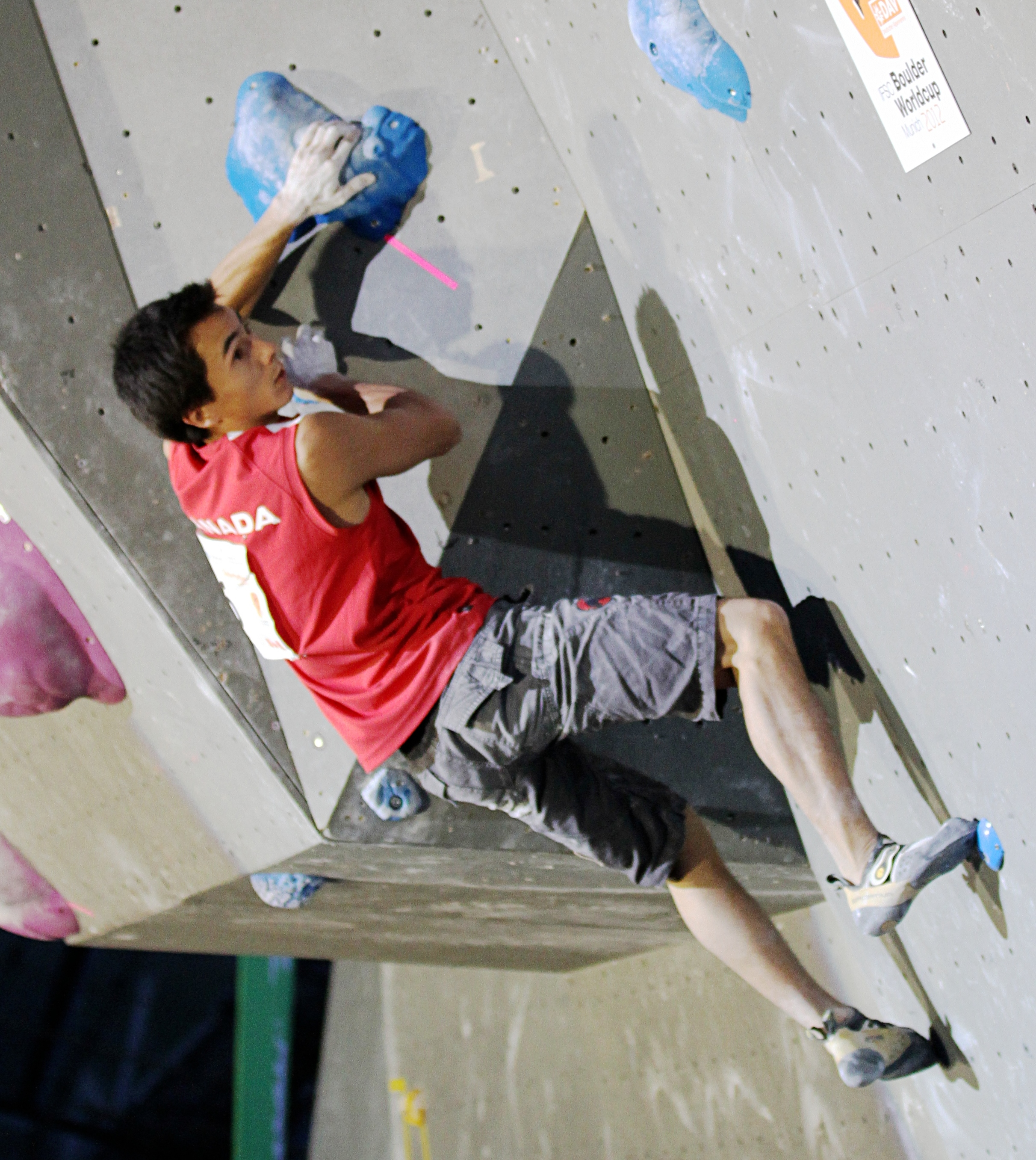
Puchar Świata 2012 Monachium. Sean McColl w bulderze.

Sean McColl (ur. 3 września 1987 w North Vancouver) – kanadyjski wspinacz sportowy. Specjalizuje się boulderingu, prowadzeniu oraz we wspinaczce łącznej. Mistrz świata z 2012, 2014 oraz z 2016 roku we wspinaczce łącznej.

## Kariera sportowa
W 2012 na mistrzostwach świata w Paryżu zdobył złoty medal we wspinaczce łącznej, a w boulderingu zdobył brązowy. Zdobywał złote medale na kolejnych mistrzostwach w 2014 i 2016 roku we wspinaczce łącznej.
W 2019 we wspinaczce łącznej wywalczył szóste miejsce czym zapewnił sobie bezpośrednie kwalifikacje na IO 2020 w Tokio.
Wielokrotny uczestnik, medalista prestiżowych zawodów Rock Master we włoskim Arco. Uczestnik World Games we Wrocławiu w 2017, gdzie zdobył brązowy medal w prowadzeniu.

## Osiągnięcia

### Puchar Świata
| Konkurencje       | 2006 | 2008 | 2009 | 2010 | 2011 | 2012 | 2013 | 2014 | 2015 | 2016 | 2017 |
| Bouldering        | 27   | 8    | 11   | 11   | 13   | 5    | 3    | 6    | 8    | 6    | 40   |
| Prowadzenie       | 20   | 9    | 12   | 43   | 6    | 4    | 5    | 2    | 8    | 6    | 21   |
| Wsp. na czas      | -    | -    | -    | -    | -    | 24   | 32   | 29   | 17   | 36   | 84   |
| Wspinaczka łączna | 11   | 6    | 6    | 6    | 2    | 2    | 2    | 1    | 2    | 1    | 41   |

### Mistrzostwa świata
| Konkurencje       | 2012 | 2014 | 2016 | 2018 | 2019 |
| Bouldering        | —    | —    | —    | —    | 14   |
| Prowadzenie       | 2    | —    | —    | 37   | 5    |
| Wsp. na czas      | —    | —    | —    | —    | 37   |
| Wspinaczka łączna | 1    | 1    | 1    | 43   | 6    |

### World Games
| Konkurencje | 2017 |
| Prowadzenie | 3    |

### Rock Master
| Konkurencje | 2010 | 2013 | 2014 | 2015 | 2018 |
| Duel        | 2    | 1    | 1    | 2    | 2    |
| Prowadzenie | —    | —    | 3    | —    | —    |